# Pour moi la vie va commencer
Singles de Johnny Hallyday
Da dou ron ron
(1963) Excuse-moi partenaire
(1965)
Pour moi la vie va commencer est une chanson de Johnny Hallyday, elle sort en 1963.
Écrite par Jean-Jacques Debout spécialement pour l'occasion, Pour moi la vie va commencer est l'une des quatre chansons du film D'où viens-tu Johnny ?, dont Hallyday est la vedette. Sortie en single, la chanson devient l'un des grands succès du chanteur.

## Histoire
Avec le film D'où viens-tu Johnny ?, Johnny Hallyday obtient son premier rôle en vedette. Tourné en juin et juillet 1963, en Camargue, ce « western à la française » est aussi un film musical (à la façon de ceux tournés avec Elvis Presley), avec des séquences chantées parsemant l'intrigue. Quatre titres sont écrits pour l'occasion (dans l'ordre d'apparition) : À plein cœur (en duo avec Sylvie Vartan), Pour moi la vie va commencer, Rien n'a changé et Ma guitare.

La chanson illustre le retour de Johnny Rivière (nom de son personnage), sur les lieux de son enfance et c'est chevauchant avec des gardians qu'il chante : 
«  Pour moi la vie va commencer - En revenant dans ce pays - Là où le soleil et le vent - Là où mes amis mes parents - Avaient gardé mon cœur d'enfant - [...] - Foulant le sol de la prairie - Chevauchant avec mes amis - Pour moi la vie va commencer...  »
(paroles Jean-Jacques Debout)
Titre de circonstance, sans aucun argument autobiographique, Pour moi la vie va commencer diffusé en disque et radios obtient un grand succès et demeure l'une des chansons majeures des années 1960 pour Johnny Hallyday. Le super 45 tours est le premier disque du chanteur à ne proposer que des compositions françaises sans aucune adaptation.
Ma guitare est le second grand succès du disque.

## Classements hebdomadaires et ventes
| Classement (1963)                       | Meilleure position |
| --------------------------------------- | ------------------ |
| Espagne                                 | 18                 |
| Région flamande                         | 16                 |
| France                                  | 3                  |
| Pays-Bas                                | 1                  |
| Belgique (Wallonie Ultratop 50 Singles) | 1                  |

| Classement (2017)                          | Meilleure position |
| ------------------------------------------ | ------------------ |
| France (SNEP)                              | 120                |
| Belgique (Wallonie Back Catalogue Singles) | 10                 |

Le 45 tours se vend à plus de 300 000 exemplaires en France)

## Discographie
24 octobre 1963 :
- 33 tours 25 cm D'où viens-tu Johnny ?

31 octobre 1963 :
- 45 tours promo Philips 373204 : Pour moi la vie va commencer, Rien n'a changé
- super 45 tours Philips 432967 : Pour moi la vie va commencer, Ma guitare, À plein cœur[N 1], Rien n'a changé

Discographie live :
- 1964 : Olympia 64

Pour moi la vie va commencer apparait également incluse dans un medley dans les enregistrements public :
- 1965 : Olympia 1965
- 1976 : Johnny Hallyday Story - Palais des sports
- 1993 : Parc des Princes 1993

Versions en langues étrangères :
- 45 tours italien Philips 373270 BF (1963) : La Mia Chitarra (Ma guitare), La Via Ricomincia (Pour moi la vie va commencer) (titres également présent sur l'album In Italiano de 1976).
- 45 tours allemand Philips 345711 PDF (1964) : Ma Guitare (deuch gesungen), Mein Leben Erst Richtig An (Pour moi la vie va commencer)

Pour moi la vie va commencer a également été enregistré en anglais : I'm Gonna Leave The Life I Love (ainsi que My Guitar) ; Enregistré en 1963, ces deux titres sont restés inédits jusqu'en 1993, année de la sortie d'une intégrale CD.

## Reprise
La même année, Jean-Jacques Debout enregistre sa propre version de Pour moi la vie va commencer. Cette version passe quasiment inaperçue et n'a jamais été diffusée à la radio, elle n'est d'ailleurs nullement mise en avant sur le disque de Debout (second titre de la face B), qui compte comme titre phare J'embrasse les filles.
En 2003, Jean-Jacques Debout sur l'album Les Enfants du Paradis, enregistre une nouvelle version de la chanson.